# 21 Лютеція
21 Лютеція (21 Lutetia) — астероїд Головного поясу астероїдів. Перший астероїд відкритий астрономом-аматором. 10 липня 2010 року космічний апарат «Розетта» зробив багато знімків астероїда під час наближення до нього.
Назва астероїда походить від латинської назви Парижа — Лютеція.

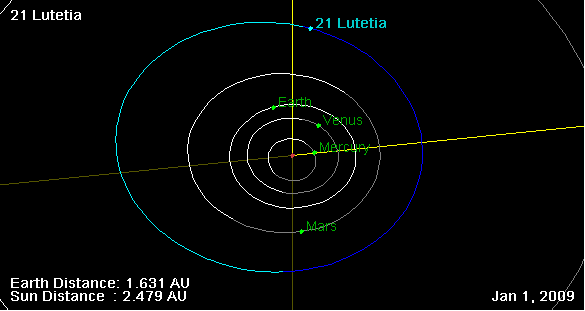
Орбіта астероїда Лютеція та його положення в Сонячній системі станом на 1 січня 2009. Рисунок NASA JPL Small Body Orbit Viewer applet